# Wierschem
Wierschem là một đô thị thuộc huyện Mayen-Koblenz bang Rheinland-Pfalz, phía tây nước Đức. Đô thị Wierschem có diện tích 8,32 km², dân số thời điểm ngày 31 tháng 12 năm 2006 là 333 người.